# Franz Burger (Maler)
Franz Burger (* 30. Mai 1857 in Windisch-Matrei; † 27. Juli 1940 in Innsbruck) war ein österreichischer Maler, Zeichner, Illustrator, Restaurator, Plakatgestalter und ab 1897 Professor an der Staatsgewerbeschule in Innsbruck.

## Leben
Der grundlegenden Schulausbildung folgte der Besuch der Staatsgewerbeschule in Innsbruck und sein Studien- und Künstleraufenthalt zwischen 1880 und 1892. Zu seinen Lehrern gehörten Lindenschmidt, Karl Raupp und Franz von Defregger. Von 1897 bis 1925 war er an der Staatsgewerbeschule in Innsbruck als Lehrer tätig.
Er war Mitarbeiter der in München erscheinenden Künstlerzeitschrift Jugend.

## Auftragsarbeiten
Im Auftrage von Erzherzog Franz Ferdinand gestaltete er 1905 bis 1909 für die Neue Hofburg das Schlachtenbild „Speckbacher erobert am 13. August 1809 die Sillbrücke“.

## Werke
- 1888: gestaltete ab 1888 das Altarbild in der Kapelle Görtschach bei Dölsach
- 1894: Alpinendorf mit Kirchdorf und Blick auf einen Gebirgsstock in der Abendsonne.
- 1894: Zwei Zeichnungen über die Enthüllung der Andreas Hofer Gedenktafel am Gasthaus „Schupfen“[3]
- 1896: Beteiligung an der Ausmalung des Innsbrucker Riesenrundgemälde
- 1936: Ausaperungsfiguren als Holzschnitt ausgeführt[4]
- Alpenländische Flußlandschaft[5]
- Blick auf Traunkirchen am See[6]
- Königsee[7]
- Scheunenplatz mit Kastanie[8]

### Zugeschrieben
- Gehöft in Frühlingslandschaft[9]
- Haus in Marschebene[10]

## Schüler
- Martina Lippmann-Ruch (1885–1971), österreichische Malerin und Entwurfzeichnerin